# Aspara
Die Aspara (kasachisch Аспара) oder Aschmara (kirgisisch Ашмара) ist ein rechter Nebenfluss des Kuragaty in Kasachstan und Kirgisistan.
Die Aspara entspringt am Nordhang des Kirgisischen Gebirges in Kasachstan unweit der Grenze zu Kirgisistan. Die Aspara durchfließt das Bergland in nördlicher Richtung. Sie bildet dabei die Grenze zwischen Kasachstan im Westen und Kirgisistan im Osten. Die Orte Granitogorsk, Andas batyr und Tschaldybar liegen am Flusslauf. Sie durchfließt im Anschluss die kasachische Steppenlandschaft und erreicht den in nordöstlicher Richtung fließenden Kuragaty, ein linker Nebenfluss des Tschüi. Die letzten Flusskilometer liegen vollständig innerhalb von Kasachstan. Die Aspara hat eine Länge von 108 km. Sie entwässert ein Areal von 1210 km². Der mittlere Abfluss beträgt 3,31 m³/s. Der maximale (monatliche) Abfluss liegt bei 9,66 m³/s, der geringste bei 1,02 m³/s.